# أندرو روذرفورد (سياسي)
أندرو روذرفورد (بالإنجليزية: Andrew Rutherford)‏ هو سياسي أسترالي، ولد في 1809، وتوفي في 23 يوليو 1894. انتخب عضو الجمعية التشريعية فيكتوريا.